# Neurocordulia obsoleta
Neurocordulia obsoleta är en trollsländeart som först beskrevs av Thomas Say 1839.  Neurocordulia obsoleta ingår i släktet Neurocordulia och familjen skimmertrollsländor. IUCN kategoriserar arten globalt som livskraftig. Inga underarter finns listade i Catalogue of Life.